# Sega Mega-CD
Sega Mega-CD (яп. セガメガCD Сэга Мэга Си: Ди:) — дополнение к игровой приставке Sega Mega Drive от компании Sega, выпущенное в рамках четвёртого поколения игровых систем. В Северной Америке система носила название Sega CD. Она была выпущена в Японии 12 декабря 1991 года, в Северной Америке — 15 октября 1992 года и в Европе — 2 апреля 1993 года. Устройство улучшало возможности Mega Drive и добавляло возможность проигрывать игры, записанные на компакт-диске, слушать аудиодиски и запускать диски формата CD+G.
Основным преимуществом использования технологии компакт-дисков стало увеличение объёма, доступного для хранения данных, что позволило играм увеличиться в размерах почти в 320 раз по сравнению с картриджами для Mega Drive. Это преимущество привело к тому, что для приставки выпускались full motion video игры, такие как Night Trap, которая вызвала разногласия вокруг неё и стала предметом слушаний в Конгрессе по вопросам насилия в видеоиграх. Компания Sega разработала приставку в партнёрстве с JVC и отказывалась консультироваться со своим американским подразделением до завершения проекта. Американскому подразделению пришлось собрать свои экземпляры из различных компонентов для того, чтобы получить рабочий прототип. Приставка неоднократно перепроектировалась и переиздавалась компанией Sega и лицензированными сторонними разработчиками.
Библиотека игр Sega CD включала как известные и хорошо принятые игры, такие как Sonic CD, Lunar: The Silver Star, Lunar: Eternal Blue, Popful Mail и Snatcher, так и множество портов с Genesis и плохо принятых критикой FMV-игр. К марту 1996 года было продано 2,24 миллиона единиц Sega CD, после чего Sega сняла систему с производства, чтобы сосредоточиться на разработке Sega Saturn. Ретроспективные мнения о системе были неоднозначны, обозреватели хвалили некоторые игры и функционал, но также и критиковали её за недостаток глубоких игр, высокую цену и отсутствие поддержки со стороны Sega.

## История

### Предыстория
В 1988 году компания Sega выпустила приставку Mega Drive, которая в США получила название Genesis. В середине 1990 года генеральный директор Sega Хаяо Накаяма нанял Томаса Калинске, бывшего директора игрушечного бренда Matchbox, на должность главы американского подразделения Sega of America. Калинске разработал план по продаже Genesis в Америке, состоявший из четырёх пунктов: снизить цену приставки, разработать игры для американского рынка с помощью американских разработчиков, продолжить агрессивные рекламные кампании, а также добавить игру Sonic the Hedgehog в комплект с самой приставкой. Совет директоров японской компании изначально не одобрил этот план, но все четыре пункта были одобрены Накаямой, который сказал Калинске: «Я нанял вас принимать решения по Европе и Америкам, так что действуйте». Журналы оценили Sonic как одну из величайших игр на то время, а приставка компании Sega наконец-то стала популярной, так как некоторые покупатели, ждавшие выхода Super Nintendo Entertainment System (SNES), решили приобрести вышедшую раньше Genesis.

### Разработка
К началу 1990-х годов компакт-диски достигли значительного прогресса в качестве надёжного носителя информации для музыки и видеоигр. Компания NEC первой добавила технологию компакт-дисков в игровую систему, выпустив в октябре 1988 года дополнение CD-ROM² System к своей приставке PC Engine, которое получило в США название TurboGrafx-CD, и в течение следующих шести месяцев продалось количеством 80 тысяч экземпляров. В том же году Nintendo объявила о партнёрстве с компанией Sony по разработке периферийного привода компакт-дисков для Super Nintendo. В начале 1991 года компания Commodore International выпустила мультимедийную систему CDTV, а CD-i от Philips вышла в конце того же года.
Вскоре после выхода Genesis, лаборатории исследований и разработок потребительских товаров Sega под руководством менеджера Томио Таками было поручено создать дополнительный модуль для системы. Модуль должен был добавить поддержку компакт-дисков и получил название Sega CD. Изначально предполагалось, что Sega CD станет равна по возможностям приставке TurboGrafx-CD, но с вдвое большим объёмом оперативной памяти, и будет продаваться по цене около 20 тысяч иен (150 долларов США). Команда Таками планировала, что у устройства будет возможность аппаратного масштабирования и вращения спрайтов как в аркадных автоматах Sega, что потребовало использования специального цифрового сигнального процессора (DSP).
Во время разработки в устройство были внесены два изменения, которые привели к тому, что продукт стал стоить дороже, чем ожидалось. Поскольку процессор Motorola 68000, использованный в приставке Genesis, был слишком медленным для работы с новыми графическими возможностями Sega CD, в устройство был встроен дополнительный процессор. Кроме того, после слухов о том, что NEC планирует обновление TurboGrafx-CD и увеличение памяти с 0,5 Мбит до 2-4 Мбит, компания Sega решила увеличить доступную оперативную память Sega CD с 1 до 6 Мбит. Это оказалось одной из самых больших проблем процесса разработки, поскольку скорость доступа к памяти была слишком низкой для эффективной работы программ. Цена устройства составила 370 долларов США, однако исследование рынка показало руководству Sega то, что потребители будут готовы платить больше за современную машину. Кроме этого, Sega заключила партнёрство с компанией JVC, которая совместно с Warner New Media занималась разработкой проигрывателя дисков стандарта CD+G. В этом партнёрстве JVC должна была помочь Sega с созданием Sega CD.
До середины 1991 года Sega of America не была в курсе о всех деталях проекта: первые рабочие экземпляры пришли только весной того же года. В начале года Sega of America была предоставлена предварительная техническая документация на японском, для перевода которой компании пришлось нанять местных переводчиков. Бывший исполнительный продюсер Sega of America Майкл Лэйтем рассказывал, что «когда вы работаете в международной компании, есть вещи, которые идут хорошо, и есть вещи, которые не идут. Они не хотели посылать нам рабочие экземпляры Sega CD. Они хотели прислать нам макеты и до последней минуты не давать нам рабочие CD, потому что беспокоились о том, что мы будем с ними делать, и что они могут „утечь“. Это очень разочаровывало». Несмотря на то, что им не был предоставлен функционирующий экземпляр, Лэйтем и вице-президент Sega of America по лицензированию Синобу Тоёда собрали работающий экземпляр Sega CD, приобретя ПЗУ-память для системы и установив её в макет устройства.
Ещё большее разочарование сотрудников Sega of America вызвало качество конструкции устройства. «Mega-CD была разработана с использованием дешёвого аудио-CD привода потребительского класса, а не с CD-ROM», — заявил Скот Бэйлисс, бывший старший продюсер Sega of America. «Довольно поздно, уже в преддверии запуска, команды по обеспечению качества начали сталкиваться с серьёзными проблемами со многими устройствами — и когда я говорю серьёзные, я имею в виду, что устройства буквально загорались огнём. Мы работали круглосуточно, пытаясь поймать сбои, и через неделю мы наконец-то поняли что происходит». Оказалось, что отношение времени поиска дорожки к времени её воспроизведения должно было составлять не более 5 %, однако у некоторых FMV-игр оно составляло 90 %, из-за чего моторы в приводах возгорались.

### Запуск

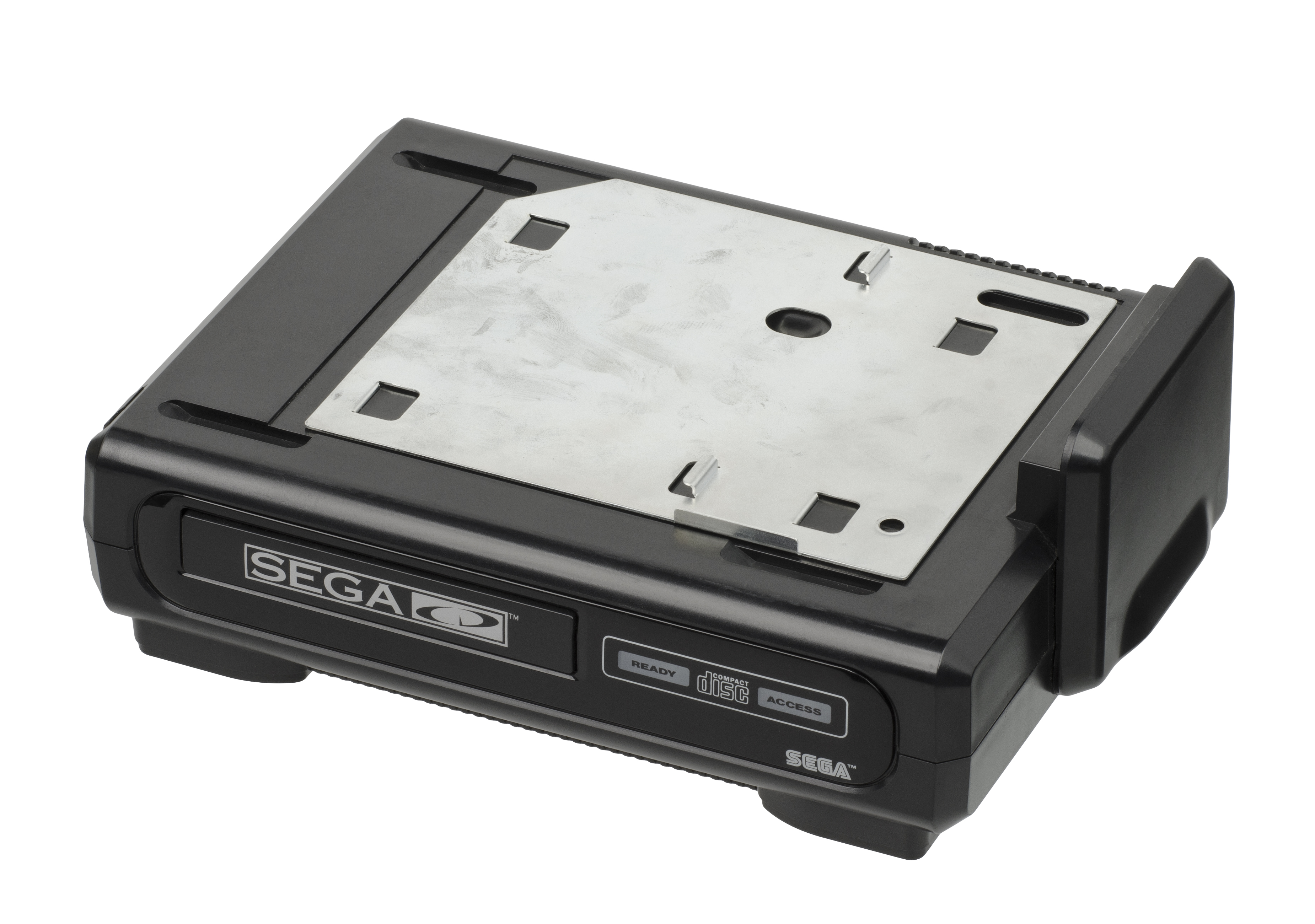
Sega CD первой модели без установленной приставки Mega Drive. Стальная соединительная пластина экранирует радиочастотное излучение между приводом компакт-дисков и аппаратным обеспечением самой приставки.

Sega анонсировала, что Mega-CD выйдет в Японии в конце 1991 года, а в Северной Америке — в 1992 году, под названием Sega CD. Впервые она была представлена публике на Токийском шоу игрушек 1991 года и получила положительный отклик. Mega-CD вышла в Японии 12 декабря 1991 года, по цене 49 800 иен. Несмотря на то, что партия была быстро распродана, небольшая установленная база Mega Drive в Японии привела к тому, что продажи быстро упали после запуска. Продажи Mega CD в Японии в первый год составили 100 тысяч устройств. При этом, на разработку игр сторонними производителями негативно повлияло то, что Sega затянула выпуск комплектов разработки. Другими факторами, негативно повлиявшими на продажи, стала высокая стартовая цена Mega-CD, а также то, что на запуске были доступны только две игры — Sol-Feace и Heavy Nova.
15 октября 1992 года Sega CD была выпущена в Северной Америке по розничной цене 299 долларов США. Дополнение рекламировалось такими лозунгами Sega как «Welcome to the Next Level». Хотя из-за производственных проблем на момент запуска было доступно только 50 тысяч единиц, к концу 1992 года было продано более 200 тысяч экземпляров. В рамках продаж компания Blockbuster LLC приобрела некоторое количество экземпляров Sega CD для дальнейшей сдачи в аренду в своих магазинах. Mega-CD была выпущена в Европе весной 1993 года, начиная с Соединённого Королевства, где она вышла 2 апреля по цене 269,99 фунтов стерлингов. Европейская версия приставки комплектовалась играми Sol-Feace и Cobra Command, а также сборником из пяти игр с Mega Drive — Sega Classics Arcade Collection. Первоначально в Великобритании было доступно 70 тысяч единиц, к августу 1993 года было продано 60 тысяч. Sega of America сделала упор на то, что дополнительное место на компакт-дисках Sega CD позволило издать большое количество игр с full motion video, а компания Digital Pictures стала важным партнёром Sega. Между компаниями Sega и Nintendo была конкуренция за разработку дополнения к своим приставкам на основе CD-привода, однако Nintendo после сотрудничества с Sony, а затем и с Philips, отменила разработку своего устройства.
23 апреля 1993 года в Японии Sega выпустила вторую модель дополнения, Sega CD 2 (Mega-CD 2), по цене 28 900 иен. Через несколько месяцев она была выпущена в Северной Америке по сниженной розничной цене 229 долларов США, и комплектовалась одной из самых продаваемых игр этой системы — Sewer Shark. Новая модель была разработана для снижения производственных затрат; она была меньше по размеру и не имела моторизованного выдвигающегося лотка для дисков. Позже было также разработано ограниченное количество игр, которые использовали как Sega CD, так и 32X, которая была выпущена в ноябре 1994 года.

### Разногласия вокругNight Trap
9 декабря 1993 года Конгресс США начал проводить слушания по вопросу о насилии в видеоиграх и маркетинге видеоигр с ним среди детей. Одной из самых спорных игр на слушании стала Night Trap для Sega CD — full motion video видеоигра от Digital Pictures. Night Trap была показана сенатору США Джозефу Либерману, который прокомментировал «Она закончилась сценой нападения на эту женщину в нижнем бельё, в ванной комнате. Я знаю, что создатель игры сказал, что всё это было задумано как сатира на „Дракулу“, но, тем не менее, я думаю, что она посылает неверный сигнал». Позже Либерман пришёл к выводу, что средний возраст игроков в то время составлял от семи до двенадцати лет, и что издатели видеоигр рекламировали детям насилие.
Аналогичные вопросы поднимались и в Великобритании, где бывший директор по развитию Sega of Europe Майк Броган отметил, что «Night Trap принесла Sega очень много огласки…… В британском парламенте даже поднимались вопросы о её приемлемости. Это произошло в то время, когда Sega развивала свой имидж компании с резким, „эджи“ (англ. egdy) мировоззрением, и это только укрепило этот имидж». Несмотря на увеличение продаж в результате слушаний, Sega решила отозвать Night Trap из магазинов и переиздать её в 1994 году с изменениями. После этих слушаний в 1994 году производители видеоигр собрались, чтобы создать единую рейтинговую систему, которая в конечном итоге материализовалась в виде североамериканской торговой ассоциации Entertainment Software Rating Board.

### Спад
Со временем были выпущены новые приставки на базе CD-привода, такие как Philips CD-i и 3DO Interactive Multiplayer, что сделало Sega CD технически устаревшей, интерес публики к устройству снизился. В конце 1993 года, менее чем через год после запуска системы в Северной Америке и Европе, игровые СМИ сообщили, что Sega прекратила принимать предложения по разработке игр для Mega-CD в Японии. В начале 1995 года Sega сместила фокус на свою новую приставку Sega Saturn и прекратила всю рекламу Mega Drive и её дополнений, включая Sega CD. В первом квартале 1996 года Sega официально прекратила выпуск дополнения, заявив, что ей необходимо сконцентрироваться на меньшем количестве платформ, и решив, что Sega CD более не может конкурировать на рынке из-за высокой цены и устаревшего односкоростного привода. Две последние игры, которые планировалось выпустить для Sega CD, Myst и Brain Dead 13, были впоследствии отменены. По всему миру было продано 2,24 миллиона экземпляров Sega CD, в том числе 400 тысяч в Японии.

## Технические характеристики

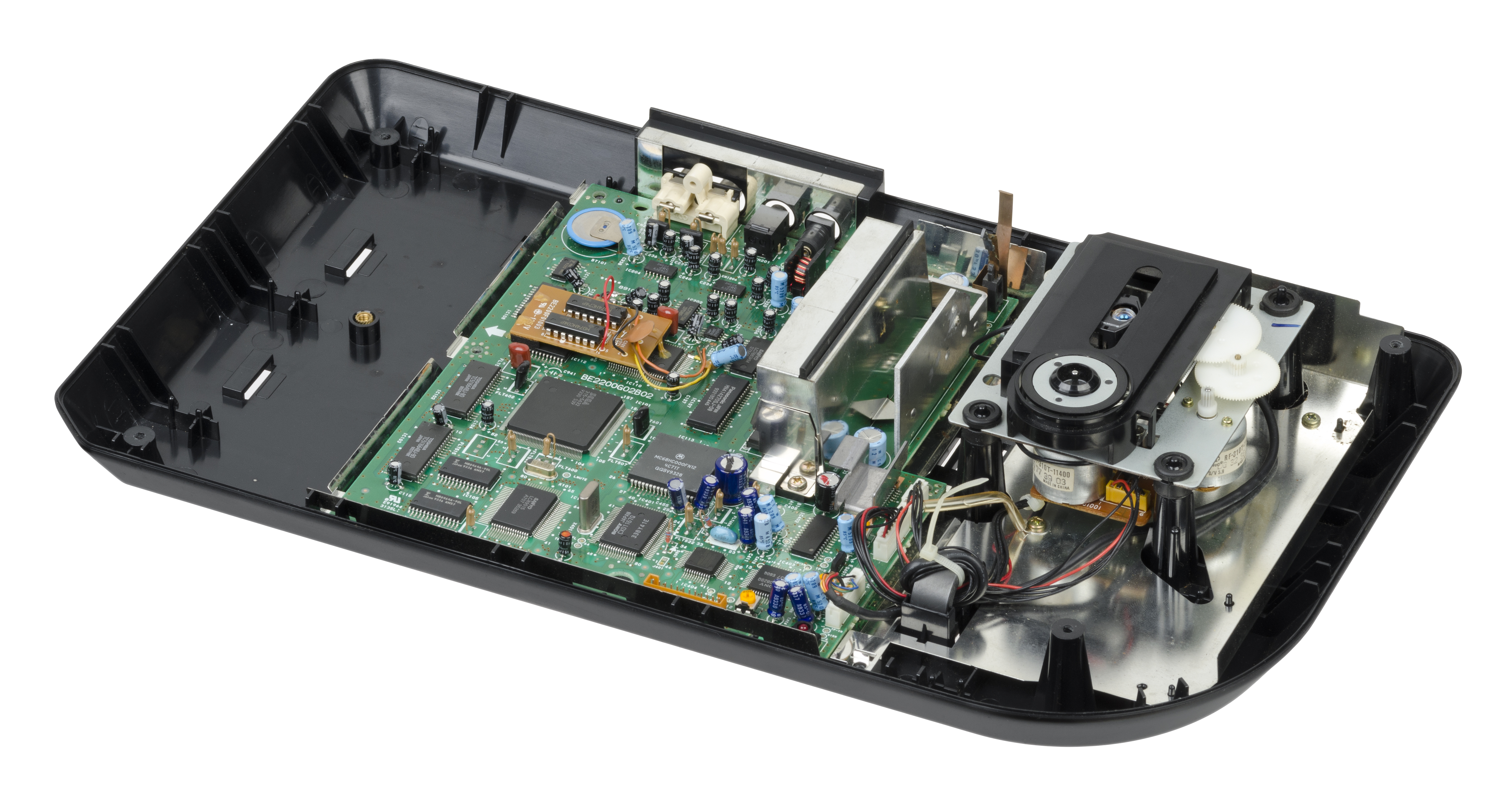
Материнская плата и блок привода компакт-дисков Sega CD второй модели

Sega CD может использоваться только в сочетании с системой Mega Drive и подключается к ней через разъём расширения сбоку приставки. Хотя Sega CD является дополнительным модулем расширения, она требует наличия отдельного источника питания. Помимо воспроизведения собственной библиотеки игр на дисках формата CD-ROM, Sega CD может воспроизводить Audio-CD, караоке диски формата CD+G, а также может использоваться в сочетании с устройством Sega 32X для запуска 32-разрядных игр, которым нужны оба модуля. Вторая модель, называемая Sega CD 2, включает в комплект стальную соединительную пластину, которая ввинчивается в нижнюю часть Mega Drive II, а также распорку для работы с самой первой моделью Mega Drive.
Основным процессором Sega CD является 16-разрядный процессор Motorola 68000, работающий на частоте 12,5 МГц, что на 5 МГц быстрее основного процессора Mega Drive. Устройство содержит 1 Мбит загрузочной ПЗУ, предназначенной для BIOS, программного обеспечения CD-проигрывателя и совместимости с CD+G дисками. 6 Мбит оперативной памяти отведено под данные для программ, изображений и звуков; 512 Кбит под память для импульсно-кодовой модуляции; 128 Кбит — под память кэша данных привода дисков; и ещё 64 Кбит отведено под игровые сохранения. Также дополнительная память для игровых сохранений была доступна в виде картриджа с перезаписываемой памятью объёмом 1 Мбит. Звук может подаваться через чип Ricoh RF5C164, а два RCA разъёма позволяют Sega CD выводить стереофонический звук отдельно от Genesis. Сочетание стереозвука от Mega Drive с любой из версий Sega CD требует подключения кабеля между гнездом для наушников у Mega Drive и входным гнездом на задней панели Sega CD. Для второй модели Mega Drive этого не требуется.
Хотя Sega CD использовала более быстрый процессор, чем в Mega Drive, её основной целью являлось увеличение размера игр. В то время как современные ей игровые картриджи обычно содержали от 8 до 16 мегабит данных, CD-ROM диск мог содержать более 640 мегабайт данных, что в 320 раз превышало среднюю ёмкость картриджа для Mega Drive. Это позволяло Sega CD запускать игры, содержащие full motion video.

## Варианты
За время существования Sega CD было произведёно несколько вариантов, из которых компанией Sega было выпущено три. Оригинальная модель использовала моторизованный лоток для дисков с фронтальной загрузкой и располагалась под основной приставкой. Позже Sega выпустила вторую модель Sega CD, которая была переработана с таким расчётом, чтобы подключаться сбоку от основной приставки, и имела открывающийся сверху лоток для дисков, в отличие от выдвигающегося моторизованного лотка оригинальной модели. В дополнение к двум моделям Sega CD компания Sega также выпустила комбинированную приставку Genesis CDX, которая в Европе вышла под названием Multi-Mega. Эта приставка являлась объединением аппаратного обеспечения Mega Drive и Sega CD в одном корпусе и первоначально продавалась в розницу по цене 399 долларов США. Её уникальной особенностью была возможность использования в качестве портативного проигрывателя компакт-дисков.
Другими производителями были созданы ещё три версии системы. 1 апреля 1992 года JVC в партнёрстве с Sega выпустила приставку Wondermega в Японии по первоначальной розничной цене 82 800 иен (что было эквивалентно 620 долларам США). В августе 1993 года система была перепроектирована и в сентябре 1994 года выпущена в Северной Америке под названием X’Eye. Как и многие другие системы до неё, она пострадала от неудачно выбранного времени издания и высокой цены. Аналогично, компания Pioneer выпустила приставку LaserActive, которой для воспроизведения игр от Mega Drive и Sega CD требовалось подключение отдельного дополнения Mega-LD, разработанного компанией Sega. Хотя LaserActive позиционировалась на рынке как конкурент 3DO Interactive Multiplayer, сама система и дополнение Mega-LD продавались по цене почти 1600 долларов США, что было очень дорого для покупателей. Компания Aiwa разработала свою комбинацию систем Mega Drive и Sega CD в формате бумбокса, которая получила название CSD-GM1.

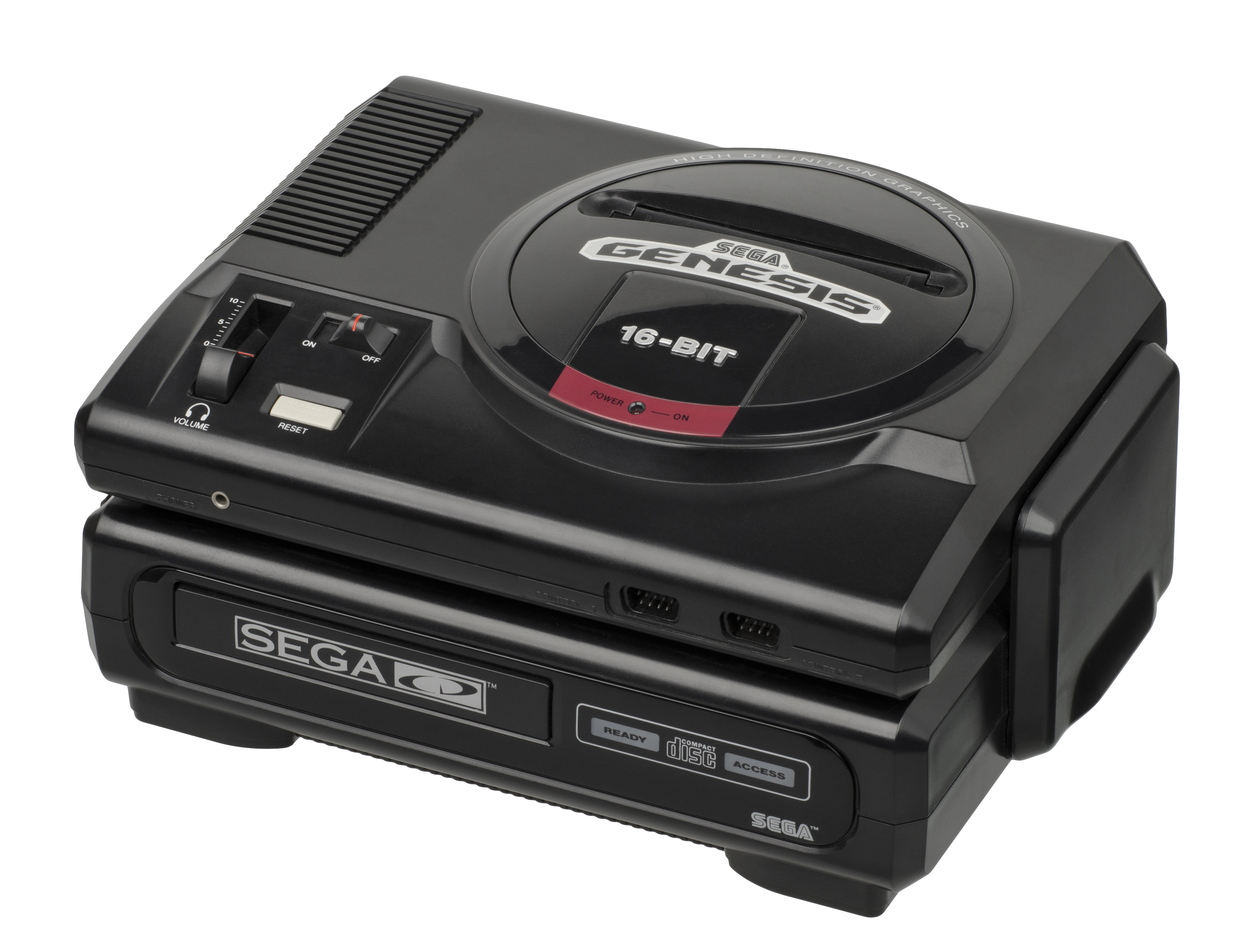
Оригинальные модели Genesis и Sega CD
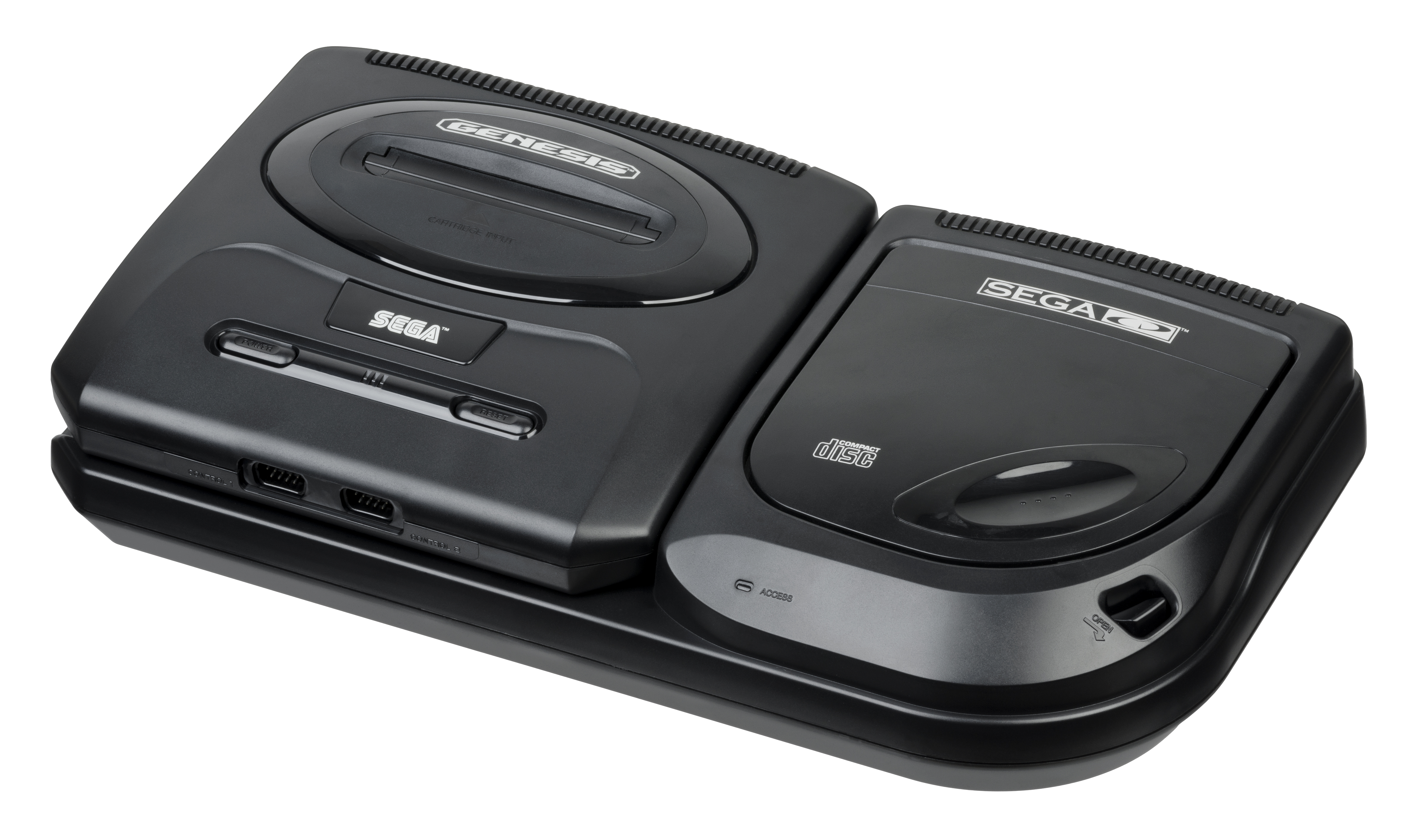
Вторая версия Genesis и Sega CD
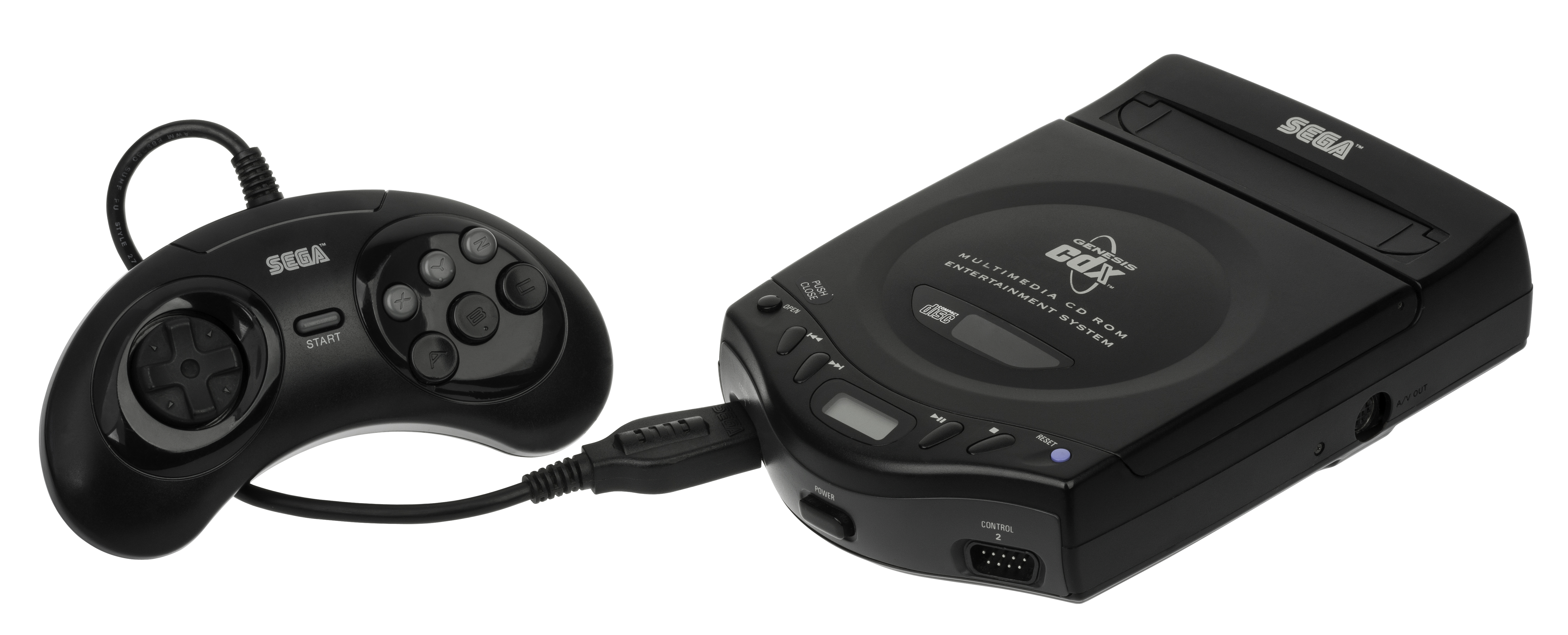
Genesis CDX
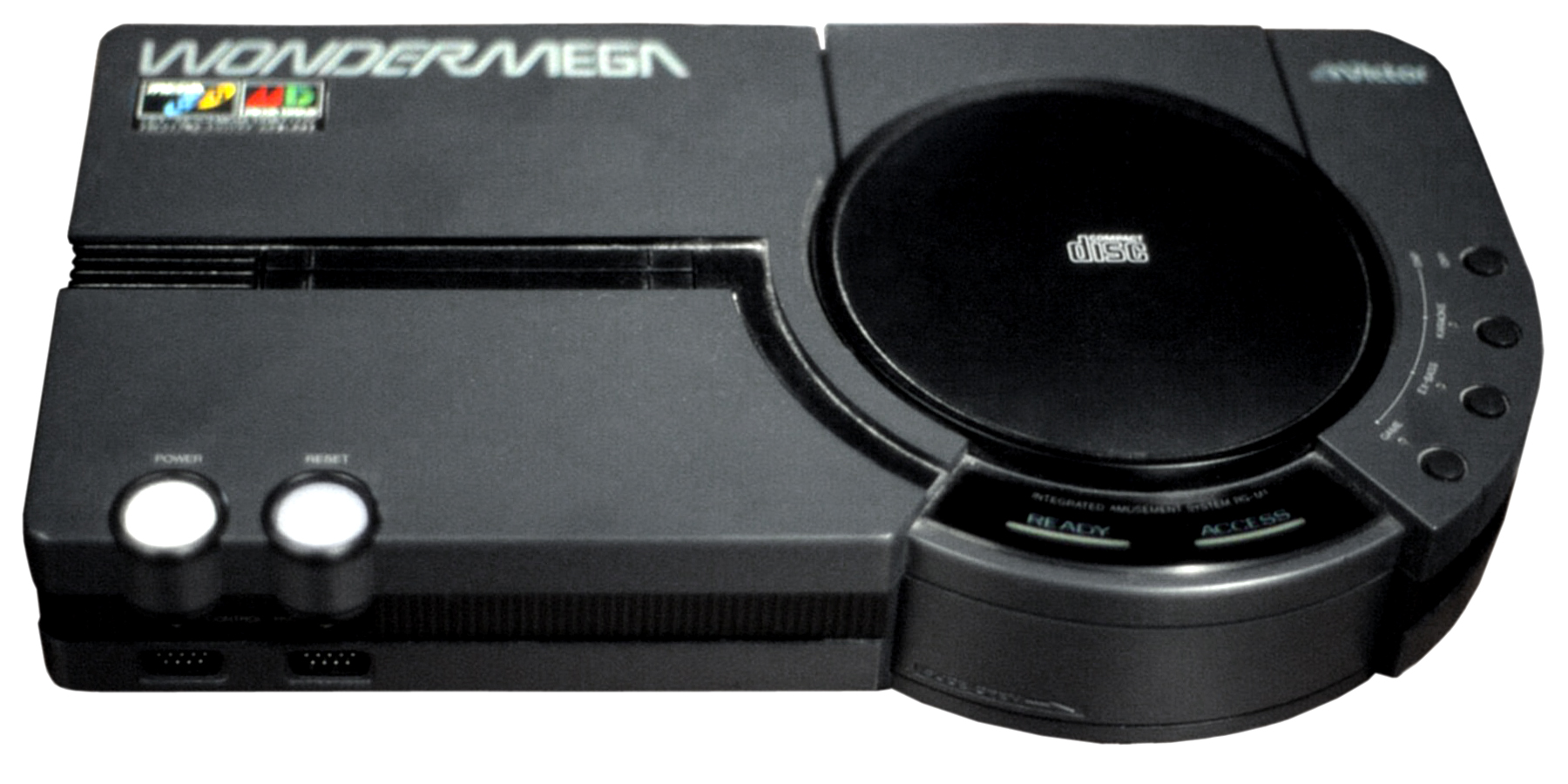
Victor Wondermega RG-M1
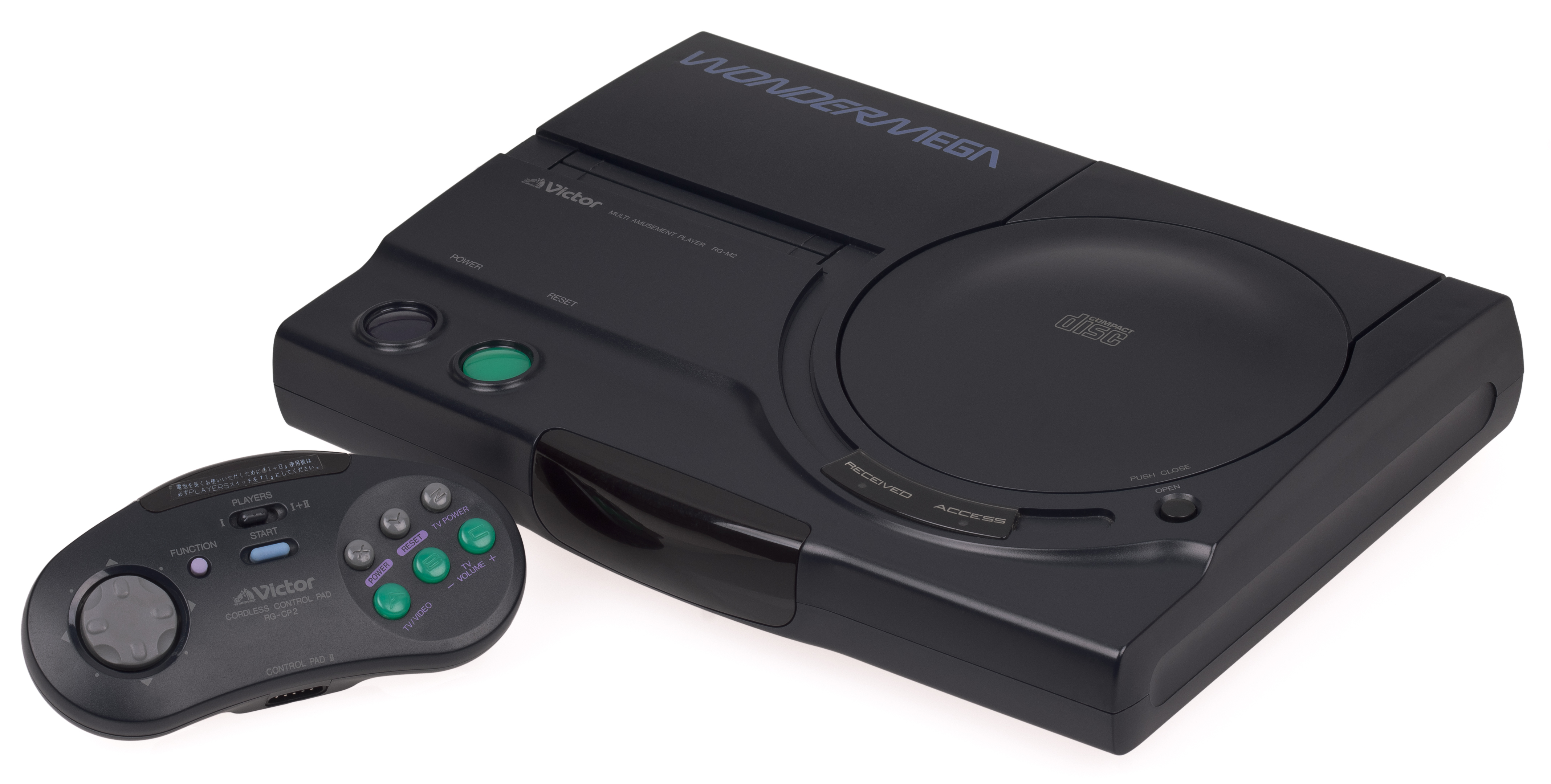
Victor Wondermega RG-M2
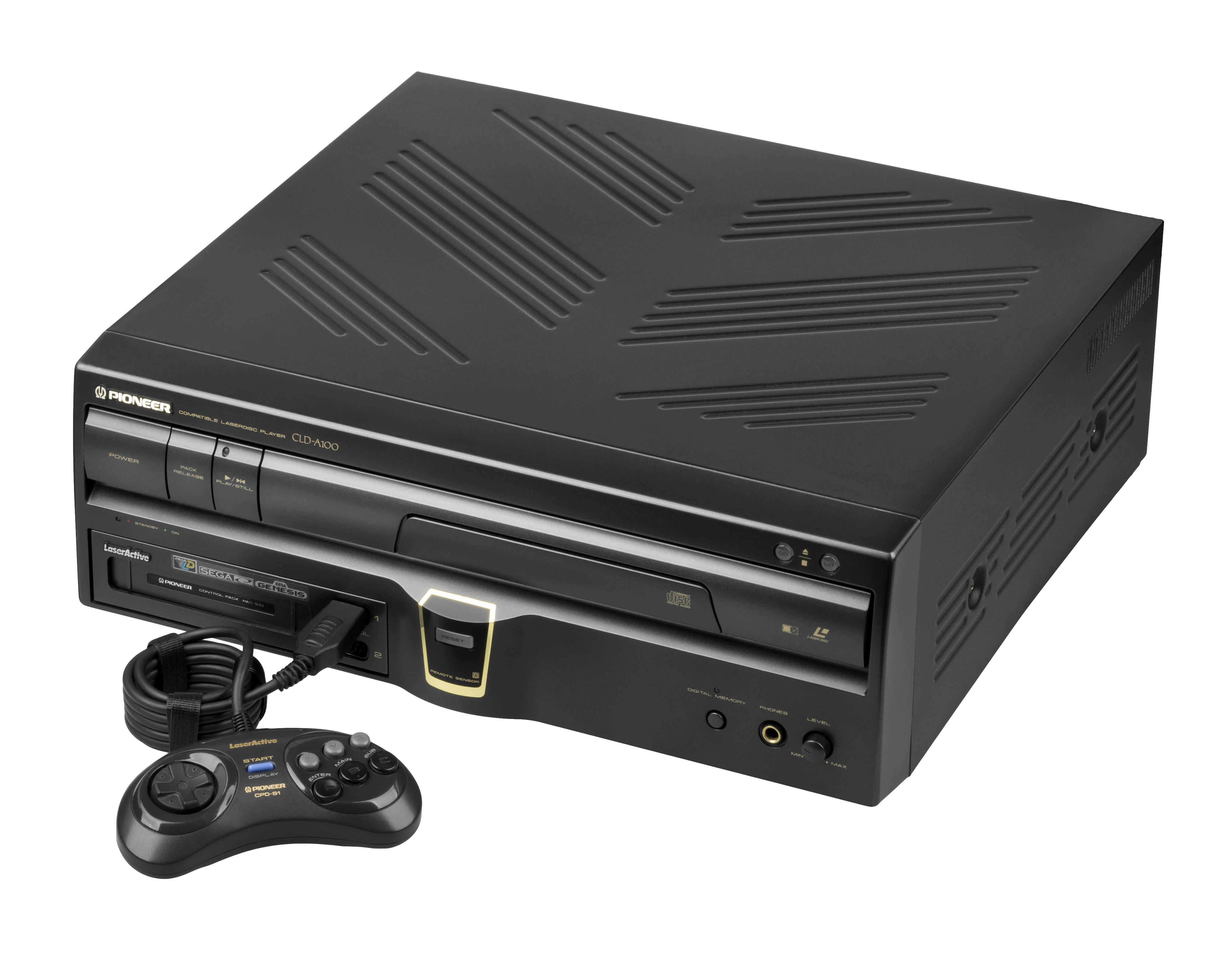
Pioneer LaserActive

## Игры

Игра Sonic CD для своих «Special Stage» этапов использовала расширенные графические возможности Sega CD

Для Sega CD было выпущено более 200 игр, созданных как компанией Sega, так и рядом сторонних издательств. В эту библиотеку входят шесть игр, получивших две разные версии для Sega CD — одна работает только с Sega CD, а другая требует использования Sega CD и Sega 32X одновременно. Среди игр, выпущенных для дополнения, был ряд FMV-игр, включавший Sewer Shark и Fahrenheit. Среди хорошо известных игр для приставки были Sonic CD, Lunar: Eternal Blue и Lunar: The Silver Star, Popful Mail и Snatcher, а также Night Trap, которая вызвала разногласия вокруг её содержимого. Хотя Sega разработала игру Streets of Rage для Mega Drive с целью конкуренции с SNES-портом аркадного хита Final Fight, на Sega CD вышла улучшенная версия Final Fight, которая получила высокую оценку критиков за большую верность аркадному оригиналу. Игра Eternal Champions: Challenge from the Dark Side была отмечена критиками за «впечатляющее» использование аппаратного обеспечения системы, а также за её жестокое содержимое. Sonic CD получила признание критиков за свою графику и новые элементы путешествий во времени, которые улучшили традиционную формулу серии игр Sonic. На Sega CD также появились усовершенствованные порты игр с Mega Drive, такие как Batman Returns и Ecco the Dolphin.
Основную часть игр для приставки составляли FMV-игры и порты с Mega Drive, из-за этого она критиковалась за недостаточную глубину. Также качество видео в играх было низким из-за плохого программного обеспечения для сжатия и ограниченной цветовой палитры системы, а сам концепт FMV-игр так и не нашёл отклика у публики. По словам Тома Зито, основателя Digital Pictures, «Sega CD могла отображать только 32 цвета за раз, поэтому у изображений был такой ужасный зернистый вид», хотя по документации система могла отображать 64 цвета одновременно. Большинство портов игр c Mega Drive на Sega CD отличались дополнительными видеороликами, дополнительными игровыми уровнями и улучшенным звуком, но в остальном они были идентичны своим изданиям для Mega Drive. Качество видео в этих играх также подвергалось критике как сравнимое со старой VHS-кассетой.

## Восприятие и наследие

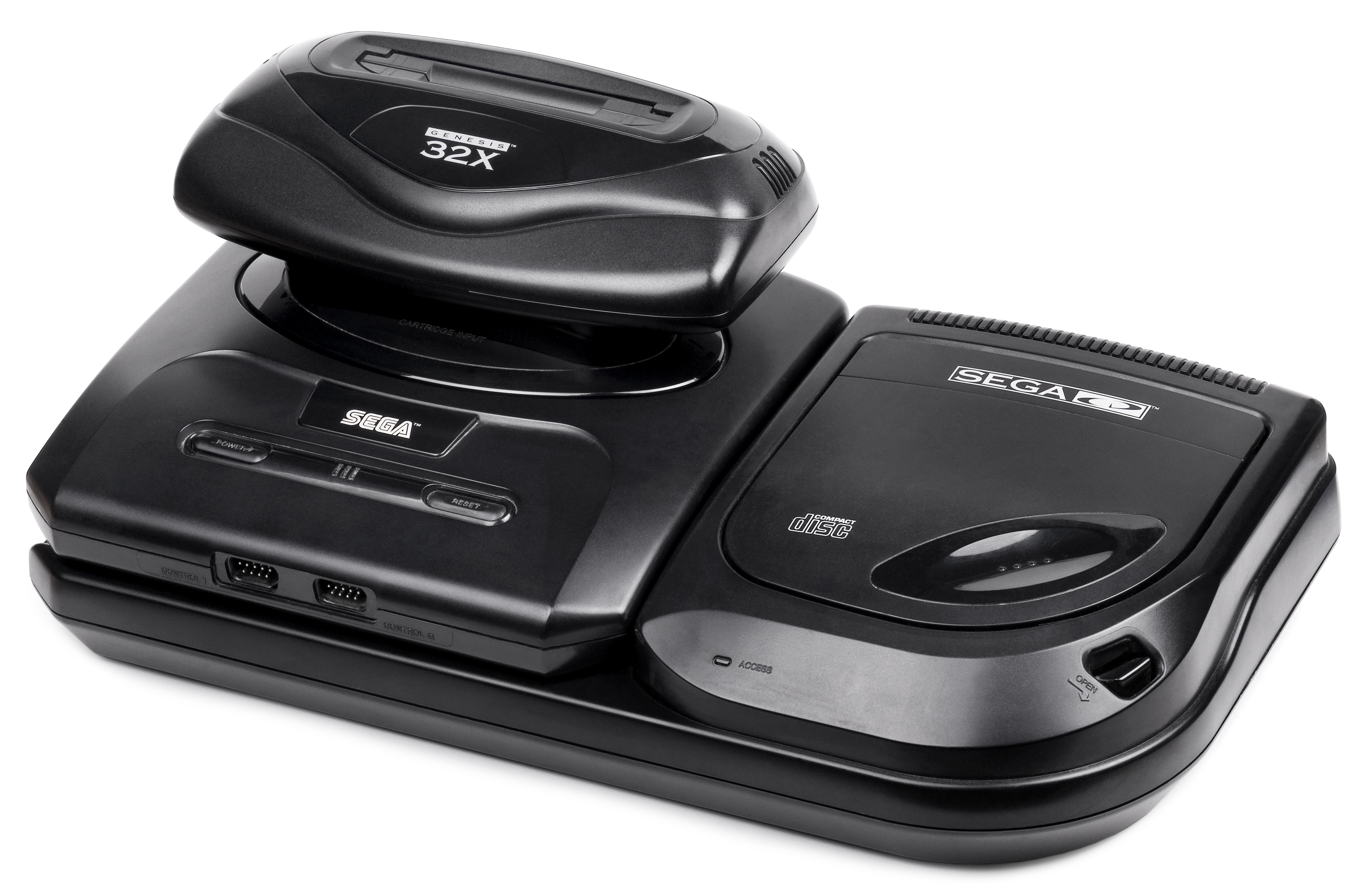
Sega-CD II и Genesis II с прикреплённой сверху 32X. Каждое устройство требовало отдельный источник питания.

Незадолго до своего выпуска Sega CD была удостоена награды «Лучшее новое периферийное устройство 1992 года» (англ. Best New Peripheral of 1992) по версии журнала Electronic Gaming Monthly. Четыре отдельных обзора дали ей оценки 8, 9, 8 и 8 баллов из 10. Рецензенты упомянули что устройство улучшает характеристики Mega Drive, а также что у него есть «высококачественная» и «расширяющаяся» библиотека игр. Позже, в 1995 году, ретроспективный обзор того же журнала Electronic Gaming Monthly высказал более неоднозначную реакцию на устройство — все четыре рецензента дали устройству по 5 баллов из 10, сославшись на проблемы с библиотекой игр и низкое качество видео. Обозреватели журнала GamePro также раскритиковали слабую библиотеку игр и низкое качество видео, отметив, что множество игр были простыми портами с Mega Drive с минимальными улучшениями и прокомментировав, что «Sega CD могла бы быть улучшением, однако по сути это большое запоминающее устройство, способное воспроизводить звук с компакт-дисков». Они дали устройству «большой палец в сторону» и рекомендовали поклонникам Mega Drive купить SNES, прежде чем даже задумываться о покупке Sega CD. Аналогичным образом, в специальном обзоре игровых устройств в мае 1995 года журнал Famicom Tsūshin дал 17 из 40 баллов японской версии Mega-CD 2.
Ретроспективное восприятие Sega CD было неоднозначным, обозреватели хвалили некоторые игры, но критиковали низкое соотношение цены к качеству и ограничения системы по сравнению с Mega Drive. В 2007 году GamePro поставил Sega CD на 7 место среди наиболее плохо продававшихся приставок всех времён, а рецензент Блейк Сноу отметил, что «проблема была тройной: устройство было дорогое и стоило $299, появилось в конце 16-битного цикла, и не сделало многого (если вообще сделало) для улучшения игрового процесса». Однако Сноу также заметил, что устройство имело в своей библиотеке «величайшую игру в серии Sonic за всё время», Sonic CD. Леви Бьюкенен из IGN подверг критике то, как Sega внедрила технологию компакт-дисков для Mega Drive, отметив: «Что хорошего от дополнительного пространства для хранения данных, если с ним не сделано ничего изобретательного? Никаких новых концепций игрового процесса не появилось на Sega CD — она просто предложила больше схожих идей. По факту, за редкими исключениями, такими как Sonic CD, она часто предлагала худшие игры 16-битного поколения, такие как Demolition Man». Джереми Пэриш из USgamer отметил, что «Sega была не единственной компанией, которая в начале 90-х годов пробовала свои силы с дополнительным CD-приводом», и отметил некоторые «жемчужины» среди игр системы, но предупредил, что «преимущества Sega CD балансируются тем, что дополнение более чем вдвое увеличивает стоимость и сложность [Genesis]». Дамьен Макферран, автор Retro Gamer, перечислил различные причины плохих продаж Sega CD, такие как её высокая цена, то что она лишь незначительно улучшает характеристики Genesis, и что она не может работать отдельно от основной приставки. Другой автор журнала Retro Gamer, Аарон Бёрч, защищал Sega CD и написал, что «самой большой причиной неудачи Mega-CD была сама приставка. Когда система только вышла, технология компакт-дисков была ещё в зачаточном состоянии, и компаниям только предстояло освоиться с возможностями, которые она предлагала… если говорить просто, Mega-CD опередила своё время».
Первым звеном в девальвации бренда Sega часто называлась плохая поддержка Sega CD. Бьюкенен, автор IGN, дал собственную оценку решению Sega выпустить Sega CD с плохой библиотекой игр и её поддержкой, и в ней заметил, что «Sega CD вместо этого выглядела как странный, отчаянный ход — нечто, предназначенное для того чтобы оставить след, но без какой-либо реальной, продуманной стратегии. Владельцы Genesis, которые инвестировали в покупку дополнения, были очень разочарованы, что, несомненно, плохо повлияло на фанатов бренда». В своём обзоре для GamePro Блейк Сноу прокомментировал, что «Sega CD стала первой из нескольких систем Sega, получивших очень слабую поддержку; это обесценило некогда популярный бренд Sega в глазах потребителей и привело к падению компании в качестве производителя оборудования».
Бывший старший продюсер компании Sega of America Скот Бэйлисс объяснил неудачу на рынке тем, что Sega не хватало определённости с ориентированием дополнения. По словам Бэйлисса, «это был фундаментальный сдвиг парадигмы, о последствиях которого почти не задумывались. Честно говоря, я думаю, что в Sega никто не задал самый важный вопрос: „Зачем?“. Есть правило, которое я вывел за время своей работы в сфере военной авиации — никогда не влюбляйся в свои технологии. Я думаю, именно поэтому Mega-CD сошла с рельсов. Вся компания влюбилась в идею, даже не спросив, как она повлияет на игры». Продюсер Sega of America Майкл Лейтем высказал противоположный взгляд на дополнение, заявив: «Мне понравилась Sega CD. Я всегда считал что платформа недооценена, и что ей навредила избыточная концентрация усилий, направленных на создание голливудских интерактивных киноигр, а не ориентация на использование доступного места для хранения данных и расширенных возможностей для создания просто замечательных видеоигр». Бывший президент Sega of Europe Ник Александер оставил комментарий по поводу Mega-CD, сказав, что «Mega CD была интересной, но, вероятно, неправильно понятой, и воспринималась в значительной степени как промежуточный продукт. Боюсь, я не могу вспомнить цифры продаж, но она не увенчалась успехом».